# Sergio Magni
Sergio Magni (Monza, 21 agosto 1929) è un ex calciatore italiano, di ruolo difensore.

## Carriera
A partire dalla stagione 1951-1952 disputa dodici campionati di Serie B con il Monza, per un totale di 217 presenze. In tutto con i brianzoli disputa quattordici campionati con 291 presenze e 3 reti, secondo nella classifica delle presenze di tutti i tempi del Monza.

## Palmarès

### Club

#### Competizioni nazionali
- Serie C: 1

Monza: 1950-1951